# Monopólus (antenna)

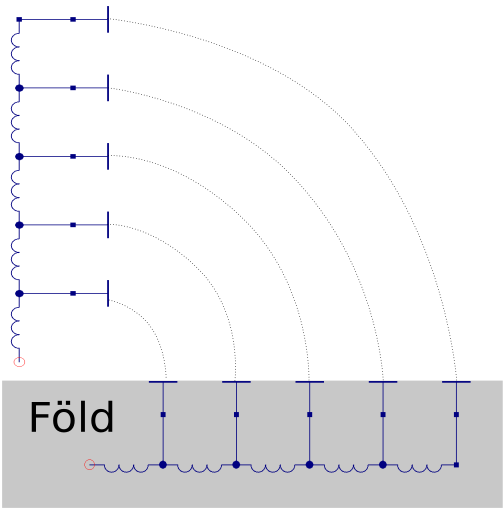
Monopólus mint nyílt rezgőkör

A monopólus aszimmetrikus táplálású sugárzó, vagyis a betáplálás egyik pontja a sugárzó talppontja, a másik pont pedig a sugárzóra merőleges vezetősík talppont alatti pontja. A vezetősík lehet maga a talaj, de lehet mesterséges vezetősíkot is kiképezni, ami a monopólus talppontja alól induló radiális vezetőkből áll. Belátható, hogy az antenna hatásfokát nagyban befolyásolja a vezetősík minősége.
A monopólust, mint nyílt rezgőkört a következőképp képzelhetjük el:
- az induktív komponenst a sugárzó hosszából származtatjuk, mivel az egyenes vezetőnek van induktivitása. Továbbá a vezetősíkban indukálódott visszáram is vezetőn jön vissza, aminek szintén van induktivitása.
- a kapacitív összetevőt a monopólus és a vezetősík között létrejövő szórt kapacitás adja, vagyis ha nyitott kondenzátorként fogjuk fel a monopólust, akkor a kondenzátor egyik fegyverzete a monopólus felülete, a másik fegyverzet pedig a vezetősík felülete.
- rezisztív összetevők: a vezetősík és a monopólus ellenállása, sugárzási ellenállás, veszteségi ellenállás

Belátható, hogy pontos kiszámítása meglehetősen számításigényes, hiszen minél pontosabb értéket akarunk számolni, annál több részre kell felbontanunk rendszert. Gyakorlatban bevált módszer, ha egy effektív hosszt, illetve magasságot használunk a számításokhoz.

## Méretezése, tulajdonságai

### Rezonancia a monopóluson
A monopólus akkor van rezonanciában, ha a hossza megegyezik a talppontjára kapcsolt váltófeszültség hullámhosszának negyedével, vagy annak egész számú többszörösével.
{\displaystyle h_{R}=kn{\frac {\lambda }{4}}}
- hR – rezonáns hossz (m)
- λ – a talppontba táplált váltófeszültség hullámhossza
- n – egész szám
- k – rövidítési tényező

### Hatásos magasság
{\displaystyle h_{eff}=h\sin {\biggl (}{\sqrt[{4}]{\frac {h}{\lambda }}}{\biggr )}}
- heff – a monopólus hatásos hosszúsága
- h – a monopólus hosszúsága
- λ – a monopólusba táplált váltófeszültség hullámhossza

A hatásos magasság akkor csökken ilyen mértékben, ha a monopólus alatti vezetősík nem rezonáns méretű. Ha mesterséges földelősíkot használunk, ami rezonáns méretű, akkor sokkal kisebb mértékben csökken a hatásos magasság.

### A monopólus kapacitása
{\displaystyle C_{0}={\frac {111}{2ln{{\biggl (}{\frac {2h_{eff}}{r}}{\biggr )}}}}}
{\displaystyle C=hC_{0}}
- r – a monopólusvezető sugara (m)
- h – a monopólus hosszúsága (m)
- heff – a monopólus hatásos hosszúsága (m)
- C0 – a monopólus méterenkénti kapacitása (pF/m)
- C – a monopólus kapacitása (pF)

### A monopólus induktivitása
{\displaystyle L_{0}=0.2ln{{\biggl (}{\frac {2h_{eff}}{r}}{\biggr )}}}
{\displaystyle L=hL_{0}}
- r – a monopólusvezető sugara (m)
- h – a monopólus hosszúsága (m)
- heff – a monopólus hatásos hosszúsága (m)
- L0 – a monopólus méterenkénti induktivitása (μH/m)
- L a monopólus induktivitása (μH)

### A monopólus hullámimpedanciája
{\displaystyle Z_{0}={\sqrt {\frac {L}{C}}}}
- L – a monopólus induktivitása (H)
- C – a monopólus kapacitása (F)
- Z0 – a monopólus hullámimpedanciája (Ω)

### A monopólus által keltett térerősség a monopólustól d távolságra
{\displaystyle E={\frac {120\pi I_{0}h_{eff}}{d\lambda }}}
- I0 – talpponti áramerősség (A)
- heff – a monopólus hatásos hosszúsága (m)
- d – a monopólus és a mérési hely közötti távolság (m)
- λ – az üzemi hullámhossz (m)
- E – a térerősség (mV/m)

### A monopólus sugárzási ellenállása
{\displaystyle R_{S}=1579{\biggl (}{\frac {h_{eff}}{\lambda }}{\biggr )}^{2}}
- λ – a monopólusra kapcsolt váltóáram hullámhossza (m)
- heff – a monopólus hatásos hosszúsága (m)
- RS – a sugárzási ellenállás (Ω)

### Feszültség és áramviszonyok a λ/4 hosszúságú monopóluson

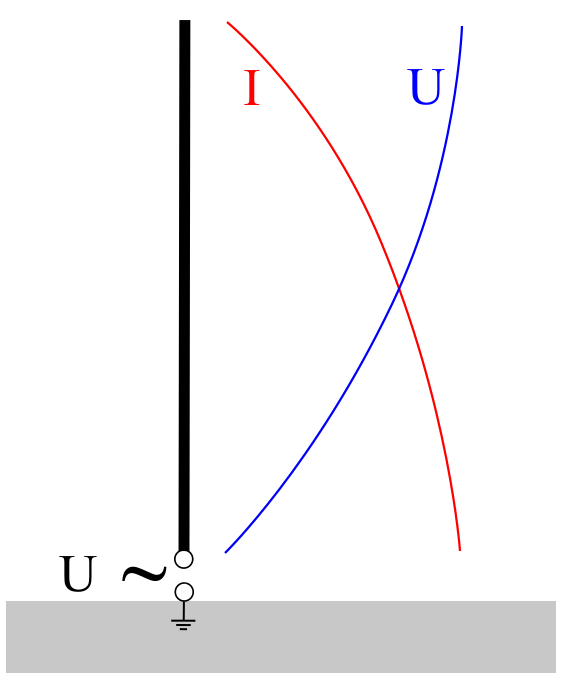
Feszültségcsúcs és áramhas λ/4 hosszúságú monopóluson

Ha λ/4 hosszúságú monopólust λ hullámhossznak megfelelő frekvenciájú váltóárammal megtápláljuk, akkor kialakul a áramhas és a feszültségcsús. Ekkor van a monopólus rezonanciában.
A monopólus vezetőn a talpponttól távolodva egyre nagyobb feszültséget mérhetünk, a legnagyobb feszültséget a monopólus betáplálással ellentétes végén mérhetjük.
Az árammal fordított a helyzet, az áram a talppont közelében a legnagyobb, attól távolodva csökken, a monopólus végén pedig már nem folyik áram.

## Különböző hosszúságú monopólusok rezonanciára hangolása
Különböző, a rezonáns hossztól eltérő monopólusok különböző elektromos helyettesítőképpel modellezhetőek.
A monopólus tökéletes rezgőkörként csak λ/4 és λ/2 hosszúságúra méretezve működik.
A λ/2 méretű monopólusok párhuzamos rezgőkörként működnek, tehát nagy ellenállást képviselnek, így nagy feszültséggel kell megtáplálni. A feszültségcsúcs itt a talpponton van, a monopólus közepén 0V van, és a monopólus betáplálással átellenes végén a betáplálási ponttól fázisban 180°-kal eltolt feszültségcsúcs alakul ki. Az áramhas a monopólus közepén van. A félhullámú monopólus a gyakorlatban nem terjedt el, mivel a negyedhullámú monopólushoz képest jóval költségesebb a megvalósítása, és a nyeresége nem sokkal nagyobb, mint a negyedhullámúé. A monopólusok antennanyeresége és iránykarakterisztikája leginkább az 5/8 λ méretben a legoptimálisabb, költségesebb fadingmentes rendszereknél inkább ezt a méretet igyekeznek közelíteni.

### A hosszabbítotekercs
A λ/4 méretet csökkentve egyre inkább eltűnik az induktív komponens, a monopólus egyre inkább kapacitásként működik. Minél inkább rövidül, az iránykarakterisztikája annál inkább közelíti az izotróp jelleget. Ilyen rövidített antennákat a gyakorlatban is használnak, egyrészt abból a megfontolásból, hogy izotróp jellegű, másrészt meg a hosszabb hullámokhoz költséges lenne rezonáns méretű antennát telepíteni. Ahhoz, hogy ez a rövid monopólus antennaként használható legyen, a talppont és a tápkábel közé egy hosszabbítótekercset kell beiktatni, amivel pótoljuk az elveszett induktivitást. Ez a hozzápótolt induktivitás veszteségként jelenik meg, minél nagyobb induktivitást kell pótolni, annál nagyobb veszteség keletkezik.
A beiktatandó hosszabbítotekercs induktivitása a következőképp számolható:
{\displaystyle L_{h}={\frac {\lambda Z_{0}}{1886}}ctg{\biggl (}{\frac {360h}{\lambda }}{\biggr )}}
- λ – a betáplált feszültség hullámhossza (m)
- h – a monopólus hossza (m)
- Z0 – a monopólus hullámellenállása (Ω)
- Lh – a beiiktatandó hosszabbítótekercs induktivitása (μH)

### A rövidítőkondenzátor
A negyedhullámú monopólus hosszát növelve növekszik a monopólus induktív komponense, ami nem sugárzási ellenállásként jelenik meg, hanem reaktív veszteségként. Ezt az induktív jellegű reaktív veszteséget egy megfelelő kapacitású kondenzátorral lehet ellensúlyozni, amit a monopólus talppontja és a földpont közé kapcsolunk. A rövidítőkondenzátor kapacitását az alábbi képlettel számolhatjuk ki:
{\displaystyle C_{r}={\frac {530\lambda }{Z_{0}ctg{\biggl (}{\frac {360h}{\lambda }}{\biggr )}}}}
- λ – a betáplált feszültség hullámhossza (m)
- h – a monopólus hossza (m)
- Z0 – a monopólus hullámellenállása (Ω)
- Cr – a rövidítőkondenzátor kapacitása (pF)

Az kondenzátorral történő rövidítés is veszteségként jelenik meg, így használata nem elterjedt, mivel egy hosszabb, költségesebben telepített monopólust ily módon lerövidíteni nem észszerű megoldás. Az amatőrrádiózásban van jelentősége, olyan esetben, ha például a 80 m-es amatőrsávra készített monopólust a 60 m-es amatőrsávon is használni szeretnénk.

### A számítások C nyelven
```
#include
 
<stdio.h>

#include
 
<math.h>

// gcc monopolus.c -lm -o monopolus

float
 
h_eff
(
float
 
lambda
,
 
float
 
h
){

	
float
 
hl
=
h
/
lambda
;

	
return
 
h
*
sin
(
pow
(
hl
,
0.25
));

}

float
 
C_0
(
float
 
lambda
,
 
float
 
h
,
 
float
 
r
){

	
float
 
cx
=
111
/
(
2
*
log
(
2
*
h_eff
(
lambda
,
h
)
/
r
));

	
return
 
h
*
cx
;

}

float
 
L_0
(
float
 
lambda
,
 
float
 
h
,
 
float
 
r
){

	
float
 
lx
=
0.2
*
log
(
2
*
h_eff
(
lambda
,
h
)
/
r
);

	
return
 
h
*
lx
;

}

float
 
Z_0
(
float
 
L0
,
 
float
 
C0
){

	
return
 
sqrt
(
L0
/
C0
);

}

float
 
R_S
(
float
 
lambda
,
 
float
 
heff
){

	
return
 
1579
*
(
heff
/
lambda
)
*
(
heff
/
lambda
);

}

float
 
L_h
(
float
 
lambda
,
 
float
 
h
,
 
float
 
Z0
){

	
return
 
((
lambda
*
Z0
)
/
1886
)
*
(
1
/
tan
(
h
/
lambda
));

}

float
 
C_r
(
float
 
lambda
,
 
float
 
h
,
 
float
 
Z0
){

	
return
 
(
530
*
lambda
)
/
(
Z0
*
(
1
/
tan
(
h
/
lambda
)));

}

void
 
main
(){

	
float
 
lambda
,
h
,
r
,
heff
,
CpF
,
LuH
,
Z0
,
RS
,
Lh
,
Cr
;

	
printf
(
"lambda (m)="
);
scanf
(
"%f"
,
&
lambda
);

	
printf
(
"h (m)="
);
scanf
(
"%f"
,
&
h
);

	
printf
(
"r (mm)="
);
scanf
(
"%f"
,
&
r
);
r
=
r
/
1000
;

	
heff
=
h_eff
(
lambda
,
h
);

	
CpF
=
C_0
(
lambda
,
h
,
r
);

	
LuH
=
L_0
(
lambda
,
h
,
r
);

	
Z0
=
Z_0
(
CpF
/
1000000
,
LuH
/
1000000000
);

	
RS
=
R_S
(
lambda
,
heff
);

	
Lh
=
L_h
(
lambda
,
h
,
Z0
);

	
Cr
=
C_r
(
lambda
,
h
,
Z0
);

	
printf
(
"h_eff= %f
\n
"
,
heff
);

	
printf
(
"C= %f pF
\n
"
,
CpF
);

	
printf
(
"L= %f uH
\n
"
,
LuH
);

	
printf
(
"Z0= %f ohm
\n
"
,
Z0
);

	
printf
(
"RS= %f ohm
\n
"
,
RS
);

	
printf
(
"______________________
\n
"
);

	
if
(
h
<
(
lambda
/
4
)){
printf
(
"L_h= %f uH
\n
"
,
Lh
);}

	
if
(
h
>
(
lambda
/
4
)){
printf
(
"C_r= %f pF
\n
"
,
Cr
);}

}

```

## Monopólusok iránykarakterisztikái
A monopólus hosszának növelésével növekszik a monopólusok hatásos felülete, ennek következtében a nyereségük is növekszik. A rövid monopólusok kvázi-izotróp jellegűek, minél inkább hosszabbítjuk, annál kisebb szögben sugározzák ki az elektromágneses hullámokat.
Az iránykarakterisztika szempontjából a legoptimálisabb méret az 5/8 λ, innen tovább növelve megjelennek felfelé irányuló mellékágak, így a főirányban már kisebb energia sugárzódik ki (egészhullámú méretre növelve a monopólust a főág meg is szűnik, 45°-os magassági szögbe lesz körsugárzó).

## Monopólusból kialakított, gyakorlatban használt antennák
Általánosságban elmondható, hogy monopólusból leginkább függőleges polarizációval sugárzó, körsugárzó antennákat készítenek. A kézirádiók antennáinál és a zsebrádiók, táskarádiók botantennáinál vagy teleszkópantennáinál lehetséges, hogy a monopólus vizszintes irányban van megdöntve, ilyenkor vízszintes polaritású iránysugárzóként viselkedik.

#### Egyelemes monopólusok

##### λ/4 hosszúságnál rövidebb monopólus
- botantenna, teleszkópantenna
- flexibilis antennák, "gumiantenna"
- NYÁK-ra maratott antenna
- T-antenna

##### λ/4 hosszúságú monopólus
- ground-plane, triple-leg
- botantenna
- Koaxiális antenna

##### λ/4-nél hosszabb monopólus
- Blaw-knox
- 5/8-os körsugárzó
- botantenna

#### Többelemes monopólusok
- emeletes körsugárzó
- koax-kolineár